# Kanada az 1928. évi téli olimpiai játékokon
Kanada a svájci St. Moritzban megrendezett 1928. évi téli olimpiai játékok egyik részt vevő nemzete volt. Az országot az olimpián 6 sportágban 23 sportoló képviselte, akik összesen 1 érmet szereztek.

## Érmesek
| Érem  | Versenyző | Sportág   | Versenyszám |
| ----- | --- | --------- | ----------- |
| Arany | Nemzeti válogatott Charlie Delahey Frank Fisher Lou Hudson Norbert Mueller Herbert Plaxton Hugh Plaxton Roger Plaxton John Porter Frank Sullivan Joseph Albert Sullivan Ross Taylor Dave Trottier | Jégkorong | Férfi       |

## Északi összetett
| Versenyző        | Sífutás | Sífutás | Sífutás | Síugrás       | Síugrás       | Síugrás | Síugrás | Összesítés | Összesítés |         |
| Versenyző        | Sífutás | Sífutás | Sífutás | 1. ugrás      | 2. ugrás      | Össz.   | Össz.   | Összesítés | Összesítés |         |
| Versenyző        | Idő     | Pont    | Hely.   | Távolság      | Távolság      | Pont    | Hely.   | Pont       | Helyezés   |         |
| ---------------- | ------- | ------- | ------- | ------------- | ------------- | ------- | ------- | ---------- | ---------- | ------- |
| Merritt Putman   | 2:22:40 | 0,000   | 30.     | 35,0          | 37,5          | 9,708   | 26.     | 4,854      | 27.        |         |
| William Thompson | 2:12:24 | 2,375   | 27.     | nem ért célba | nem ért célba | kiesett | kiesett | kiesett    | kiesett    | kiesett |

* - egy másik versenyzővel azonos eredményt ért el

## Gyorskorcsolya
| Versenyző      | Versenyszám | Eredmény | Helyezés |
| -------------- | ----------- | -------- | -------- |
| Charlie Gorman | 500 m       | 43,9     | 7.       |
| Charlie Gorman | 1500 m      | 2:28,4   | 12.      |
| Willy Logan    | 500 m       | 45,2     | 11.**    |
| Willy Logan    | 1500 m      | 2:35,6   | 21.      |
| Willy Logan    | 5000 m      | 10:10,3  | 29.      |
| Ross Robinson  | 500 m       | 45,9     | 14.      |
| Ross Robinson  | 1500 m      | 2:32,3   | 17.      |
| Ross Robinson  | 5000 m      | 9:38,9   | 22.      |

** - egy másik versenyzővel azonos eredményt ért el

## Jégkorong
| Kanadai férfi jégkorongcsapat-játékoskeret                                                       | Kanadai férfi jégkorongcsapat-játékoskeret                                                            |
| ------------------------------------------------------------------------------------------------ | --- |
| - Charlie Delahey - Frank Fisher - Lou Hudson - Norbert Mueller - Herbert Plaxton - Hugh Plaxton | - Roger Plaxton - John Porter - Frank Sullivan - Joseph Albert Sullivan - Ross Taylor - Dave Trottier |

### Eredmények
Négyes döntő
| 1928. február 17. | Kanada (CAN) | 11 – 0 (4–0, 5–0, 2–0) | Svédország | St. Moritz |

|  |  |  |  |  |
|  |  |  |  |  |
|  |  |  |  |  |
|  |  |  |  |  |

| 1928. február 18. | Kanada (CAN) | 14 – 0 (6–0, 4–0, 4–0) | Nagy-Britannia | St. Moritz |

|  |  |  |  |  |
|  |  |  |  |  |
|  |  |  |  |  |
|  |  |  |  |  |

| 1928. február 19. | Svájc (SUI) | 0 – 13 (0–4, 0–4, 0–5) | Kanada | St. Moritz |

|  |  |  |  |  |
|  |  |  |  |  |
|  |  |  |  |  |
|  |  |  |  |  |

Végeredmény
| Csapat         | M | Gy | D | V | G+ | G– | Gk  | P |
| -------------- | - | -- | - | - | -- | -- | --- | - |
| Kanada         | 3 | 3  | 0 | 0 | 38 | 0  | +38 | 6 |
| Svédország     | 3 | 2  | 0 | 1 | 7  | 12 | –5  | 4 |
| Svájc          | 3 | 1  | 0 | 2 | 4  | 17 | –13 | 2 |
| Nagy-Britannia | 3 | 0  | 0 | 3 | 1  | 21 | –20 | 0 |

| Csapat | Helyezés |
| ------ | -------- |
| Kanada |          |

## Műkorcsolya
| Versenyző                           | Versenyszám  | Kötelező elemek   | Kötelező elemek | Kűr               | Kűr   | Összesítés                     | Összesítés                     | Összesítés                     | Összesítés                     | Összesítés                     | Összesítés                     | Összesítés                     | Összesítés                     | Összesítés                     | Összesítés        | Összesítés  | Összesítés | Összesítés |
| Versenyző                           | Versenyszám  | Kötelező elemek   | Kötelező elemek | Kűr               | Kűr   | Helyezési pontszámok bírónként | Helyezési pontszámok bírónként | Helyezési pontszámok bírónként | Helyezési pontszámok bírónként | Helyezési pontszámok bírónként | Helyezési pontszámok bírónként | Helyezési pontszámok bírónként | Helyezési pontszámok bírónként | Helyezési pontszámok bírónként | Több. hely. száma | Hely. össz. | Pont       | Helyezés   |
| Versenyző                           | Versenyszám  | Több. hely. száma | Hely.           | Több. hely. száma | Hely. | 1                              | 2                              | 3                              | 4                              | 5                              | 6                              | 7                              | 8                              | 9                              | Több. hely. száma | Hely. össz. | Pont       | Helyezés   |
| ----------------------------------- | ------------ | ----------------- | --------------- | ----------------- | ----- | ------------------------------ | ------------------------------ | ------------------------------ | ------------------------------ | ------------------------------ | ------------------------------ | ------------------------------ | ------------------------------ | ------------------------------ | ----------------- | ----------- | ---------- | ---------- |
| Montgomery Wilson                   | Férfi egyéni | 5×13+             | 11.             | 5×15+             | 15.   | 13,0                           | 11,0                           | 13,0                           | 14,0                           | 13,0                           | 14,0                           | 14,0                           |                                |                                | 4×13+             | 92,0        | 2066,50    | 13.        |
| Jack Eastwood                       | Férfi egyéni | 5×16+             | 16.             | 4×15+             | 16.   | 15,0                           | 16,0                           | 14,0                           | 15,0                           | 16,0                           | 15,0                           | 15,0                           |                                |                                | 5×15+             | 106,0       | 1853,75    | 16.        |
| Cecil Smith                         | Női egyéni   | 4×2+              | 2.              | 5×7+              | 8.    | 6,0                            | 4,0                            | 3,0                            | 2,0                            | 5,0                            | 5,0                            | 7,0                            |                                |                                | 5×5+              | 32,0        | 2213,75    | 5.         |
| Constance Wilson-Samuel             | Női egyéni   | 4×5+              | 5.              | 5×6+              | 4.    | 5,0                            | 6,0                            | 6,0                            | 6,0                            | 4,0                            | 2,0                            | 6,0                            |                                |                                | 7×6+              | 35,0        | 2173,00    | 6.         |
| Cecil Smith Constance Wilson-Samuel | Páros        |                   |                 |                   |       | 13,0                           | 10,0                           | 10,0                           | 9,0                            | 13,0                           | 10,0                           | 10,0                           | 11,5                           | 9,0                            | 6×10+             | 95,5        | 67,25      | 10.        |

## Sífutás
| Versenyző        | Versenyszám | Eredmény | Helyezés |
| ---------------- | ----------- | -------- | -------- |
| Merritt Putman   | 18 km       | 2:22:40  | 41.      |
| William Thompson | 18 km       | 2:12:24  | 38.      |

## Síugrás
| Versenyző     | 1. ugrás | 2. ugrás | Összesítés | Összesítés |
| Versenyző     | Távolság | Távolság | Pont       | Helyezés   |
| ------------- | -------- | -------- | ---------- | ---------- |
| Gerald Dupuis | 49,0     | 57,0     | 15,500     | 15.*       |

* - egy másik versenyzővel azonos eredményt ért el